# サンライト・ツイスト
「サンライト・ツイスト」（Go-Kart Twist）は、イタリアの歌手であるジャンニ・モランディの楽曲。1963年発売。

## 解説
本作は、当時人気アイドルだったカトリーヌ・スパーク主演のイタリア映画「太陽の下の18歳」の挿入歌、1963年秋に大ヒット。本来の主題歌は、ジミー・フォンタナの映画同名曲。そのB面曲が本作である。
タイトルの通りツイストの軽快なリズムを使い、それでいて哀愁あるメロディーラインも持ち合わせていて良くできた曲である。
作詞はルチアーノ・サルチェ、作曲は映画音楽の大御所になっているエンニオ・モリコーネによる。
2018年現在、JASRACに於いては作品コードは0G0-0674-8 GO KART TWIST／外国作品／出典：PJ(サブ出版者作品届)として登録。
出版者は、C A M SRL。サブ出版はフジパシフィックミュージックが持っている。

## 日本語盤
本作は数多くの日本語カヴァーが存在するが、各々の盤によってタイトルに相違があり（2018年現時点でも邦題が統一されていない）、また同一の日本語タイトルであっても別の楽曲にタイトル付けが成されているケースもあるため注意が必要である。
映画公開当時の1963年には、各社競作で日本語のカバー・シングル盤が発表された。
その中では、木の実ナナ、伊藤アイコ、青山ミチの盤が特に知られている。

### 木の実ナナ盤
- タイトル：『太陽の下の18才』
- 日本語詞：あらかは・ひろし、編曲：津々美洋
- 発売日：1963年3月20日
- 規格品番：EB-7189
- 本盤では作詞：P.Pilantraと記載。

### 伊藤アイコ盤
- タイトル：『サンライト・ツイスト』
- 日本語詞：水島哲、編曲：寺岡真三
- 発売日：1963年6月
- 規格品番：PV-41
- 『太陽の下の18才（原題：TWIST NO.9）[5][2]』B面。

### 青山ミチ盤
- タイトル：『恋のゴーカート』
- 日本語詞：大谷亘[2][6]、編曲：筒井広志
- 発売日：1963年7月1日
- 規格品番：DJ-1367

後には、1973年に小山ルミが千家和也による日本語詞で『恋のサンライト・ツイスト』と題したカバー・シングルを出している。また、ムーンライダーズは、1980年のアルバム『カメラ＝万年筆』に「太陽の下の18才」としてカバーを収録した。

## CM
富士通のCMタッチおじさんシリーズで替え歌として用いられた。